# Спартаковская площадь
Спарта́ковская пло́щадь (до 1919 года — Га́врикова пло́щадь) — площадь в Басманном районе Москвы на Третьем транспортном кольце между железнодорожной линией, Переведеновским и Спартаковским переулками и Новой Переведеновской улицей.

## Происхождение названия
Известна с первой половины XIX века как Гаврикова площадь — по фамилии домовладельца. Переименована в 1919 году вместе с ближними Большим Гавриковым переулком и Елоховской улицей в Спартаковскую площадь — по немецкой революционной организации «Спартак», созданной в 1916 году и позже ставшей ядром Коммунистической партии Германии.

## Описание
Спартаковская площадь является ныне участком Третьего транспортного кольца от Гавриковой улицы на юго-восток до Спартаковского переулка. С внешней стороны кольца на неё выходят Новая Переведеновская улица на северо-востоке и Переведеновский переулок на востоке. С внутренней стороны ТТК на неё выходит Спартаковский переулок, который затем продолжает ТТК на юго-восток. На северо-западе площади расположена Русаковская эстакада ТТК через железнодорожную линию Казанского направления. Непосредственно площади как таковой уже нет — большую её часть занимает дорожное полотно ТТК, оставшаяся часть представляет собой тротуары вдоль дороги.

## Здания и сооружения
По нечётной стороне:
- № 1/2 — Московский государственный академический симфонический оркестр п/у П. Когана;
- № 1/7 — Московско-Рязанское отделение Московской железной дороги, станции: Москва-Товарная-Рязанская;
- № 9/1А — Московская хлебная биржа (1911, архитектор К. А. Дулин), ныне — Московский драматический театр «Модернъ»;

По чётной стороне:
- № 16, строение 5 — ММК-Транс;
- № 16, строение 17 — центр свадебной моды «Миллениум для двоих».